# 維茨科湖
54°32′22″N 16°37′08″E / 54.53944°N 16.61889°E

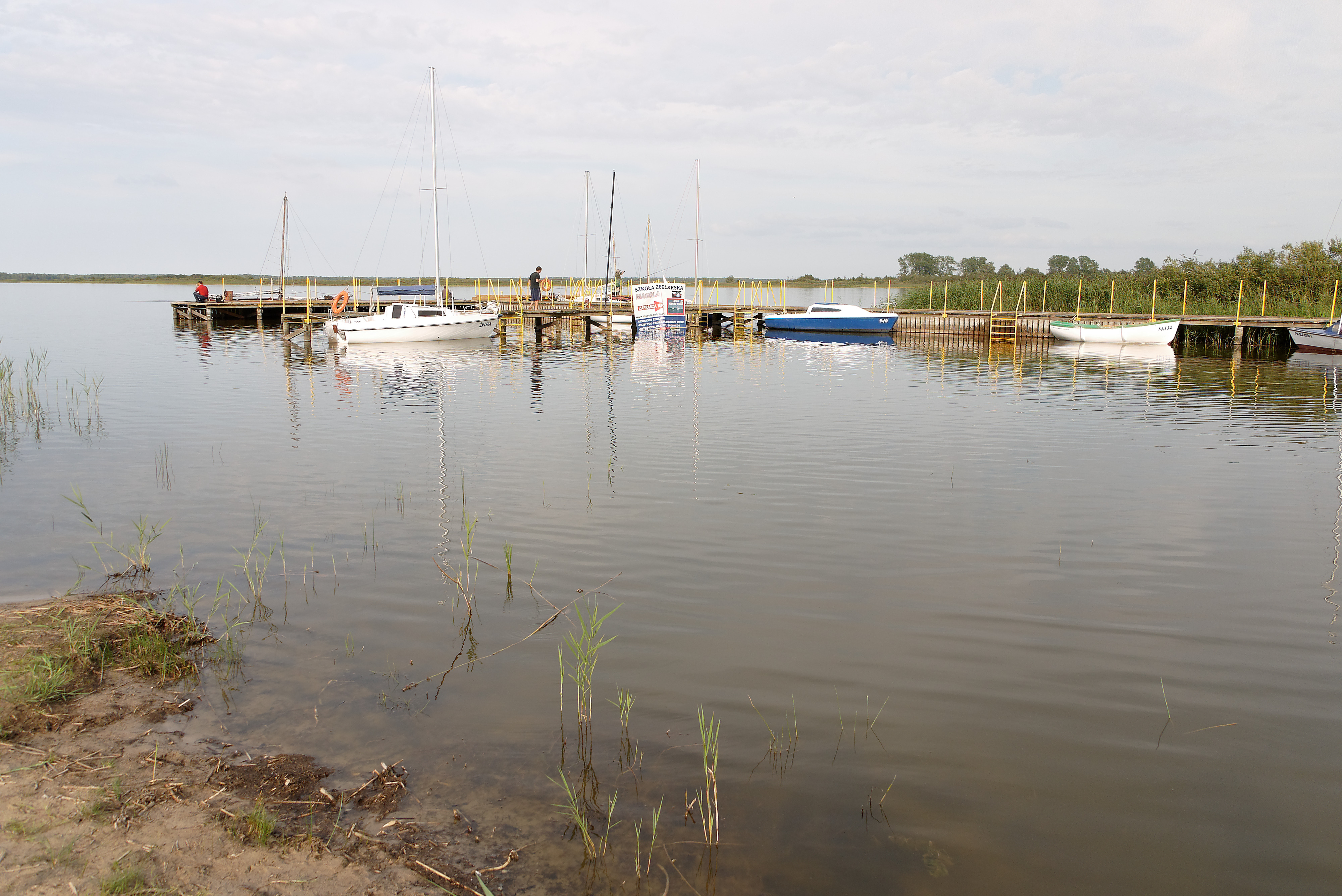

維茨科湖是波蘭的湖泊，位於該國西北部，處於西波美拉尼亞省，長5.1公里、寬3.7公里，面積18.9平方公里，海拔高度0.1米，平均水深6米，最大水深15.2米，蓄水量2.2億立方米。